# Saint-Pierre-de-Coutances
Saint-Pierre-de-Coutances är en kommun i departementet Manche i regionen Normandie i norra Frankrike. Kommunen ligger i kantonen Coutances som tillhör arrondissementet Coutances. År 2022 hade Saint-Pierre-de-Coutances 396 invånare.

## Befolkningsutveckling
Antalet invånare i kommunen Saint-Pierre-de-Coutances
| Referens: INSEE |